# Das Märchen (Gerhart Hauptmann)
Das Märchen ist der Titel eines 1941 publizierten Kunstmärchens von Gerhart Hauptmann, das in der Tradition von Goethes gleichnamigem Text steht. Die Hauptfigur Theophrast wird von einem Fährmann in eine surreale Welt gebracht, wo er seinem Schüler Operin und mythologischen Tieren begegnet. Mit neuen Erkenntnissen kehrt er in die Wirklichkeit zurück.

## Inhalt
Der Erzähler erinnert sich an „das Märchen des wundervollen Weimaraners“ und an die Unsterblichkeit der Figuren und beginnt „So geschah eines Tages wiederum alles, womit das Märchen beginnt:“
Der alte „überanstrengte“ Fährmann wird nachts von zwei eilig hüpfenden und kichernden Irrlichtern aufgeweckt, um sie über den Fluss zu setzen. Dazu gesellt sich ein alter weißgelockter, barfüßiger Pilger mit Kutte und Wanderstock, genannt Theophrastus Paracelsus Bombast von Hohenheim. Er ist offenbar heimatlos und erhofft sich, am anderen Ufer willkommen zu sein und alte Bekannte wiederzusehen. Dort angekommen, merkt er, dass er sich in dem neuen Land an vieles erst gewöhnen muss: Das Dämmerlicht, dessen Ursache vielleicht er ist, und die kräftigen, verschwommenen Farben. Er denkt an einen Löwen und schon läuft das Raubtier neben ihm her. Ohne Ziel wandert er durch eine liebliche Landschaft. So könnte der Garten Eden ausgesehen haben. Um den Ast einer Steineiche windet sich eine grün-funkelnde Schlange mit einem diamantenbesetzten Krönchen. Sie bestätigt ihm seine Vermutung, dass sie die Paradiesschlange ist, die sich mit dem Sündenfall selbst ins Unglück gestoßen hat. Denn sie habe mit Adam und seinen Nachfolgern viele Kinder gezeugt.
Die Irrlichter erscheinen wieder und erzählen, sie hätten auf dieser Uferseite einen Tempel und ein Krematorium errichtet, in dem tausend ihrer Kameraden Tag und Nacht menschliche Torheiten zu Asche verbrennen. Bald würden sie wie Gott sein. Über diesen Unsinn ist der Löwe wütend und schlägt mit seiner Pranke auf die Irrlichter, die sich jedoch dadurch verdoppeln.
Theophrast möchte sich gern mit einem Mann seiner Art unterhalten, und es erscheint in Försterkleidung Johann Operin, sein ehemaliger Famulus. Dieser erklärt ihm, die Dinge seien auf beiden Flussufern ähnlich, hier im Mittelreich nur losgelöst von der Materie, aber auch nicht bewusst zu beeinflussen. Beide sind froh, das eiserne Zeitalter mit den donnernden Eisenbahnzügen und dem Brummen der Flugzeuge hinter sich gelassen zu haben. Zusammen mit der Schlange unterhalten sie sich über die Dialektik des Lebens (ohne Gefahr keine Sicherheit, kein Erinnern ohne Vergessen), die christliche Religion (ohne Leid keine Freude), das Licht (kein Licht ohne Irrlichter), die Allmacht des „Alten vom Berge“ und die von ihm abgesegnete kleine Mikrokosmos-Seifenblasenwelt Theophrasts in seinen Wolkenkuckucksheim-Darstellungen. Nach Operin ist selbst unsere Vorstellung vom „Alten vom Berge“ eine „Umbrate“, d. h. ein Schattenbild. Sie lachen über „vergangene, gemeinsam verübte Torheiten in jener [materiellen] Welt, wo man Tiere schlachtet, um sie zu essen, Kartoffeln aus der Erde gräbt, grüne Kohlköpfe zerschneidet und Brot aus gelben Körnern bäckt“, und alles nur „um den Cherub am Tor des Paradises zu beschämen, das [ihnen] verschlossen ist.“ Operin fordert Theophrast auf, alles auf dieser Seite des Flusses von einer neuen Seite zu sehen.
Theophrast und Operin wandern weiter zu einem See, auf dessen Oberfläche sich eine seltsame Malerei von den atmosphärischen Zuständen der vier Jahreszeiten spiegelt. Darüber schweben Kähne mit Fischern, die Netze ins Wasser werfen und „das Nichts“ herausziehen. Sie steigen in einen Nachen, dessen Boden mit schwarzem Wasser bedeckt ist, in dem ein goldenes Netz liegt. Sie fischen damit wunderliche Dinge aus den Spiegelungen der Tiefe: Gold der Sonne, Azurbläue mit im unendlichen Raum der Tiefe segelnden Möwen, aus dem schwarzen Meer des Hades heraus funkelnde Sterne der Milchstraße usw. Ans Ufer zurückgekehrt, macht sich der Pilger auf den Weg zur Fähre. Die Irrlichter wollen ihn noch auf den bewaldeten Hügel zur gewaltigen Burg des Krematoriums führen, aus dessen Schornsteinen graue und blaue Rauchwolken steigen. Doch er lehnt ab: dergleichen „Zermalmungsmühlen“ gebe es auch am anderen Ufer „auf dem Acker der Kartoffeln, Rüben und Kohlköpfe“, und er wisse zu gut, „dass die Torheit kein Leichnam“ ist, den man zu Asche verbrennen kann, sondern „ein unsterbliches Leben“ ist. Nach diesen Worten fliegt, „weil das Schreiten ihm nicht mehr Genüge [tut]“, er „dahin zurück, wo er hergekommen. Allein wo er herkam, wissen wir nicht!“

## Rezeption
Es gibt nur wenige zeitgenössische Reaktionen über das „Märchen“. In Hauptmanns Briefnachlass finden sich zwei Mitteilungen: Goldschmit-Jentner äußerte sich begeistert. Peter Suhrkamp schrieb, es seien im Märchen „nicht nur bezaubernde Partien, sondern geradezu beklemmende.“ Der Hintergrund scheine ihm allerdings fürs Märchen etwas kompliziert.
Die Rezensionen und wissenschaftlichen Studien befassen sich mit dem „Märchen“ im Rahmen von Hauptmanns Spätwerk einmal unter literarischen und biographischen und zweitens unter zeitgeschichtlichen und politischen Aspekten.
Kritiker machen dem „Märchen“ oft den „Vorwurf geringerer Selbständigkeit“. Lauterbach relativiert dieses Urteil. Zwar habe der Autor das ganze Personen-Szenarium – Fährmann, Fluss, Irrlichter, Schlange – unbekümmert aus Goethes „Märchen“ übernommen und selbst auf seine Inspiration durch die Vorlage hingewiesen, doch bald überlasse er sich „seinen eigenen, von Paracelsus und Jakob Böhme beeinflussten Traumvorstellungen“ und beziehe Themen seines Werkes mit ein, v. a. aus dem „Neuen Chistophorus“, dem „Ketzer von Soana“ und dem „Meerwunder“. Lauterbach gibt einige Hinweise auf die Einordnung des „Märchens“ in Hauptmanns Spätwerk und bezieht sich v. a. auf die Untersuchung von Uwe Maßberg, die das „Märchen“ im Hinblick auf die Gedankenwelt Paracelsus‘ deutet: Theophrastus Paracelsus stehe in einem „Zwischenreich“, zwischen der „sogenannten gemeinen Wirklichkeit“ und dem Jenseits, wo der Mensch „weder erkennt noch nicht erkennt“. Im „Märchen“ fischt der Gottsucher Theophrast, im Gegensatz zu den Fischern mit den leeren Netzen, Reichtümer „bis hin zu dem unzugänglichen Teil des Kosmos“ und „künstlerische Ausdrucksfähigkeiten, ohne die die Welt der Kartoffeln, Rüben und Kohlköpfe irgend etwas Begehrenswertes nicht haben würden“, aus dem See. Er „läuft aber Gefahr, im großen Nichts zu versinken“, denn „der Lebende vermag nicht im Absoluten aufzugehen, er kann sich ihm nur nähern“. Im Gegensatz zum Paracelsus-Schüler Operin, der wie auch Otonieri im „Meerwunder“ dem Neuplatonismus nahesteht, bleibt Theophrast nicht im Zwischenreich, sondern kehrt zurück in die „gemeine Wirklichkeit“. Mit Maßberg ordnet Lauterbach die Tierallegorien bestimmten Eigenschaften zu: Der Löwe verkörpert Vitalität (Schopenhauers „Wille“), die Schlange die Erkenntniskraft (Schopenhauers „Vorstellung“), zugleich aber auch die Versuchung, und ihre Kinder sind die Irrlichter als provozierende Unruhestifter mit ihren unausrottbaren Halbwahrheiten.
Lauterbach sieht den Rückgriff auf romantische Märchenmotive seines Frühwerks im Zusammenhang mit Hauptmanns Altersthema: der Gestaltung des „letztlich Unsagbare[n]“. Er nennt als sein Schaffensziel „ein Phantasma … ein Gebilde aus jener Welt, darin sich der Monolog des Faust und die Sehnsucht der Romantik bewegen.“ Das heiße: „Ringen um die Erkenntnis dessen, was die Welt im Innersten zusammenhält, und die Sehnsucht, zu den Quellen, den Ursprüngen, den Müttern zu gelangen. […] Wie allerdings diese von ihm ersehnte Welt zu organisieren wäre, welche gesellschaftlichen Bedingungen sie benötigte, sag[e] Hauptmann nicht. Ihm geh[e] es zunächst um die Selbstfindung und Selbsterfahrung, in zweiter Linie dann um die paradigmatische Vorführung verwandter Naturen.“ Im „Märchen“ leben sie „in einem Umkreis, der in die utopische Zukunft verweist.“
Da Hauptmanns „Märchen“ während der Zeit des Nationalsozialismus in Deutschland entstanden ist und veröffentlicht wurde, stellt sich für die Forschung die Frage nach dem Zeitbezug.
Hans Mayer sieht im „Märchen“ eine „erschütternde Kriegsdichtung“, die ebenso einer geschichtlichen Auseinandersetzung entspringt wie ihr Goethesches Vorbild sowie „ein Weltbild, worin sich erkenntnistheoretischer Idealismus mit kulturphilosophischem Pessimismus vereinigt.“ Es sei die Elegie eines vereinsamten, in der entscheidenden Lebenshaltung goethefernen Künstlers, der die Umwelt nur noch in Trauer und Skepsis zu erleben vermag, da er keine Kräfte erkannt oder verstanden hat, die eine andere Botschaft verkünden als die des „Märchens“: dass „ein goldenes Nichts besser als ein bleiernes Etwas ist.“ Tempel sieht in dieser Unterscheidung auch eine politische Aussage: Während Goethes Vorlage infolge des harmonischen Zusammenwirkens aller Kräfte im Tableau einer sozialen Utopie ende, stelle Hauptmanns Text „das Zeugnis eines extremen Individualismus“ dar. Das sei „eine klare Positionsbestimmung angesichts eines Regimes, das in seinem Totalitätsanspruch die Interessen des einzelnen zurückwies.“ Andere Interpreten sehen Zeitbezüge in Anspielungen auf die Bemühungen der Naturwissenschaften oder deuten das „Märchen“ als „Denkmal für das Wirken der Verstandeskräfte“. Maßberg vermutet im Brummen der Flugzeuge einen Hinweis auf den Bombenkrieg. Lauterbach verbindet das Krematorium mit dem Holocaust: „Heutigen Lesern mag es schwer fallen, diesen Todesmühlen nicht andere, uns bestürzend nähere Verbrennungsöfen zu assoziieren. […] aber das Bild des von tausend Irrlichtern bedienten Aufklärungstempels, in dem der menschlichen Torheit – der Phantasie, dem Stachel des Narrentums, der Ironie – der Garaus gemacht werden soll, prägt sich als Menetekel ein.“
Tempel hat den Zeitbezug des „Märchens“ auf der Grundlage von Hauptmanns Tage- und Notizbüchern untersucht und in der Entstehungsgeschichte Belege für verschiedene Interpretationsansätze gefunden: die kritische, auch selbstkritische, Auseinandersetzung mit der Idee und der Durchführung des Euthanasie-Programms der NS-Regierung gehe aus den Dokumenten hervor, wenn auch die Spuren im „Märchen“ oft verdeckt seien. Erschwert werde die Deutung des Werks durch die für den Leser nicht leicht erkennbare Bewertung des Begriffs „Torheit“ Nach Tempel könnte der ursprünglich „Wanderer“ genannte Protagonist neben Paracelsus noch ein weiteres historisches Vorbild haben: Erasmus, den Verfasser der Satire „Lob der Torheit“. Daraus ergebe sich die Vermutung, dass der Pilger die Vernichtung der Torheit auch deshalb ablehnt, weil sie „kein Leichnam, sondern ein unsterbliches Leben“ ist, und sie so indirekt verteidigt.
Nach Tempel sind auch die Tierallegorien im Kontext Theophrasts nicht eindeutig. Zudem bleibe in der literarischen Gestaltung vieles vage oder, wie das Thema „Euthanasie“, punktuell und die Geschichte nehme eine „eigene Dynamik an, die sich der eindeutigen Festlegung auf die anfänglichen Entwurfsnotizen entziehe“. Tempel vermutet darin vor dem politischen Hintergrund eine Verschleierung:
Man könne an dieser Unbestimmbarkeit Hauptmanns „Neigung zur »Flucht aus der Zeit« erkennen, die ihm - nach dem Zeugnis von Behl – auch die Arbeit an „Winckelmann“ und „Mignon“ bedeutet hat und für die es in seinen Tagebüchern und im Spätwerk reichlich Belege gibt. Angesichts dieser Haltung, die sich an anderer Stelle auch als Ausweichen ins unverbindliche Narrentum äußert, wäre es wohl verfehlt, die mit dem Märchen gestaltete Kritik als Akt des Widerstands zu werten.“ Diese Haltung habe Hauptmann bereits 1925 im Diarium festgehalten: „Allerseltsamste Irrtümer knüpfen sich an die Forderungen, die man glaubt einem Dichter zumuten zu können. Er soll politischen Parteiungen Genüge tun. Von der äußersten Rechten bis zur äußersten Linken erhebt man Anspruch auf ihn. […] Der Dichter ist kein Karrengaul. […] Platten Nutzzwecken dient er nicht. Ziel ist ihm etwa eigener, universeller Ausdruck im Geist. Und wenn er ein großer Dichter ist und in einem Volke wurzelt, so wird er dessen universeller Ausdruck sein (wenn ihm zu sein gelingt, was der eingeborne kategorische Imperativ von ihm verlangt). […] Es würde für die einen wie für die anderen wertvoll sein, sich über die Bedingungen zu unterrichten, unter denen ein Dichter allein sich entwickelt und sich treu bleiben kann.“
Lauterbach diagnostiziert die Zurückhaltung Hauptmanns ähnlich, betont jedoch stärker als Tempel den Aspekt der Kritik. Von den „Anregern seiner Jugend“ habe sich Hauptmann immer weiter entfernt und das Zeitgeschehen habe keine neuen schöpferischen Impulse geweckt. Aber als „Beispiel für die Verführbarkeit des bürgerlichen Geistes“ diene der Autor nicht. Er habe Behl gegenüber und ähnlich in der „Diarium“-Notiz vom 1. März 1933 betont, „dass mit dem Brande des Reichstagsgebäudes die Epoche zu Ende gegangen sei, in der er geistig bewusst gelebt habe. Insoweit es um sein Werk ging, war sein Geist nicht mehr zu verführen. Wer im Jahre 1934 auf das »kalte, mörderische Verhalten der Menschen« verwies und statt des hellen heitergläubigen Wimpels des Menschheitsschiffes nur noch »einen schwarzen, in Blut gefärbten« sah, war kein nazistischer Mitläufer.“

## Adaption
Hörbuch: „Fasching“ und „Das Märchen“. Gelesen von Volker Lechtenbrink.